# Niederkirchnerstraße
Die Niederkirchnerstraße ist eine Straße im Berliner Ortsteil Mitte an der Südgrenze des gleichnamigen Bezirks zum Ortsteil Kreuzberg (Bezirk Friedrichshain-Kreuzberg). Sie ist benannt nach Käthe Niederkirchner, einer kommunistischen Widerstandskämpferin gegen den Nationalsozialismus. Vor 1951 trug diese Straße nach Albrecht von Preußen den Namen Prinz-Albrecht-Straße. „Prinz-Albrecht-Straße“ wurde von 1933 bis 1945 ein Synonym für den Terrorapparat der Diktatur in der Zeit des Nationalsozialismus, da die Gestapo-Zentrale, das Reichssicherheitshauptamt und die SS hier ihren Sitz hatten. Von 1961 bis 1989 verlief entlang der Straße die Berliner Mauer, von der ein Teil noch heute steht.

## Geschichte
Die Straße wurde in den 1870er Jahren unter dem Arbeitstitel Verlängerte Zimmerstraße als Privatstraße angelegt. Überwiegend geschah dies auf dem nördlichen Rand des Parks zum Prinz-Albrecht-Palais. 1891 erhielt sie ihre offizielle Widmung nach dem damaligen Eigentümer des Stadtpalais.

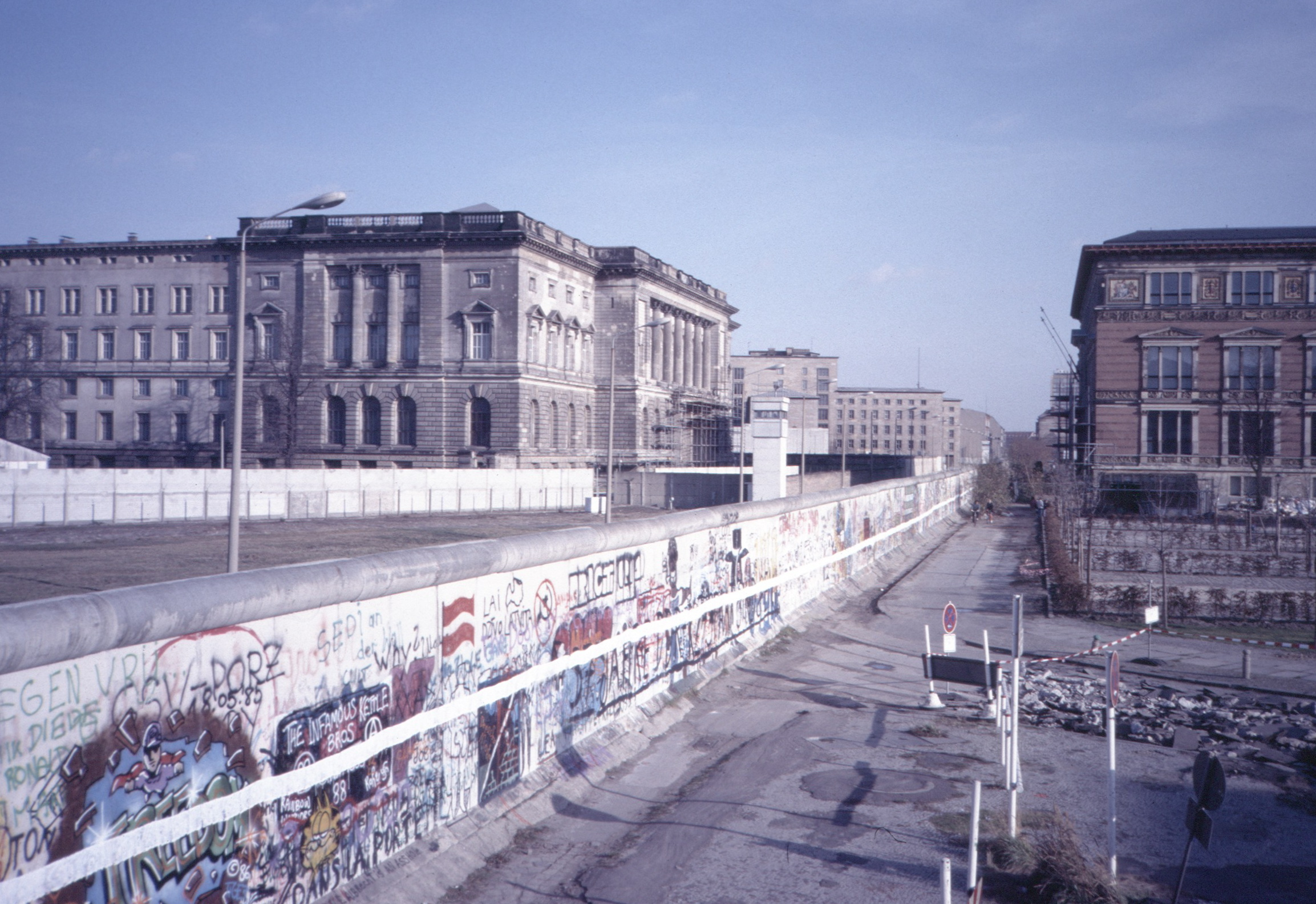
Während der Teilung der Stadt lag die Straße auf Ost-Berliner Gebiet, der südliche Gehsteig konnte aber von der West-Berliner Seite genutzt werden: links der Preußische Landtag, rechts der Martin-Gropius-Bau, im Hintergrund das ehemalige Reichsluftfahrtministerium (heute: Bundesfinanzministerium), 1986

In der Art der Anlage als Verbindung von der Wilhelmstraße zur bisherigen Akzisemauer durch ein langgestrecktes Parkgrundstück ist sie mit der kurz zuvor in gleicher Weise angelegten Voßstraße vergleichbar, die ebenfalls so dicht am Leipziger Platz verläuft, dass sie die Rückseite der dortigen Repräsentationsgebäude bildet.
Nach 1933 wurde die Prinz-Albrecht-Straße zur Schaltzentrale des NS-Staates, die sich durch die unmittelbare Nachbarschaft zum Regierungsviertel in der Wilhelmstraße auszeichnete.
Während auf der nördlichen Straßenseite die meisten Gebäude im Zweiten Weltkrieg größtenteils unzerstört blieben, wurden sie auf der südlichen – zum Ortsteil Kreuzberg gehörenden – Seite stark in Mitleidenschaft gezogen.
In den Jahren der Spaltung Berlins verlief ab 1948 entlang der Straße die Grenze zwischen Ost- und West-Berlin. Das gesamte Straßenland einschließlich der Gehwege gehörte zum Ost-Berliner Bezirk Mitte. Deshalb verlief hier von 1961 bis 1990 die Berliner Mauer. Diese war – wie allgemein üblich – etwa anderthalb Meter zurückversetzt gebaut worden, sodass die DDR-Grenztruppen Bau- und Sanierungsarbeiten auf eigenem Territorium ausführen konnten. Die Grundstücke 1–6 lagen im Bezirk Mitte, die Nummern 7–9 im West-Berliner Bezirk Kreuzberg.

## Grundstücke

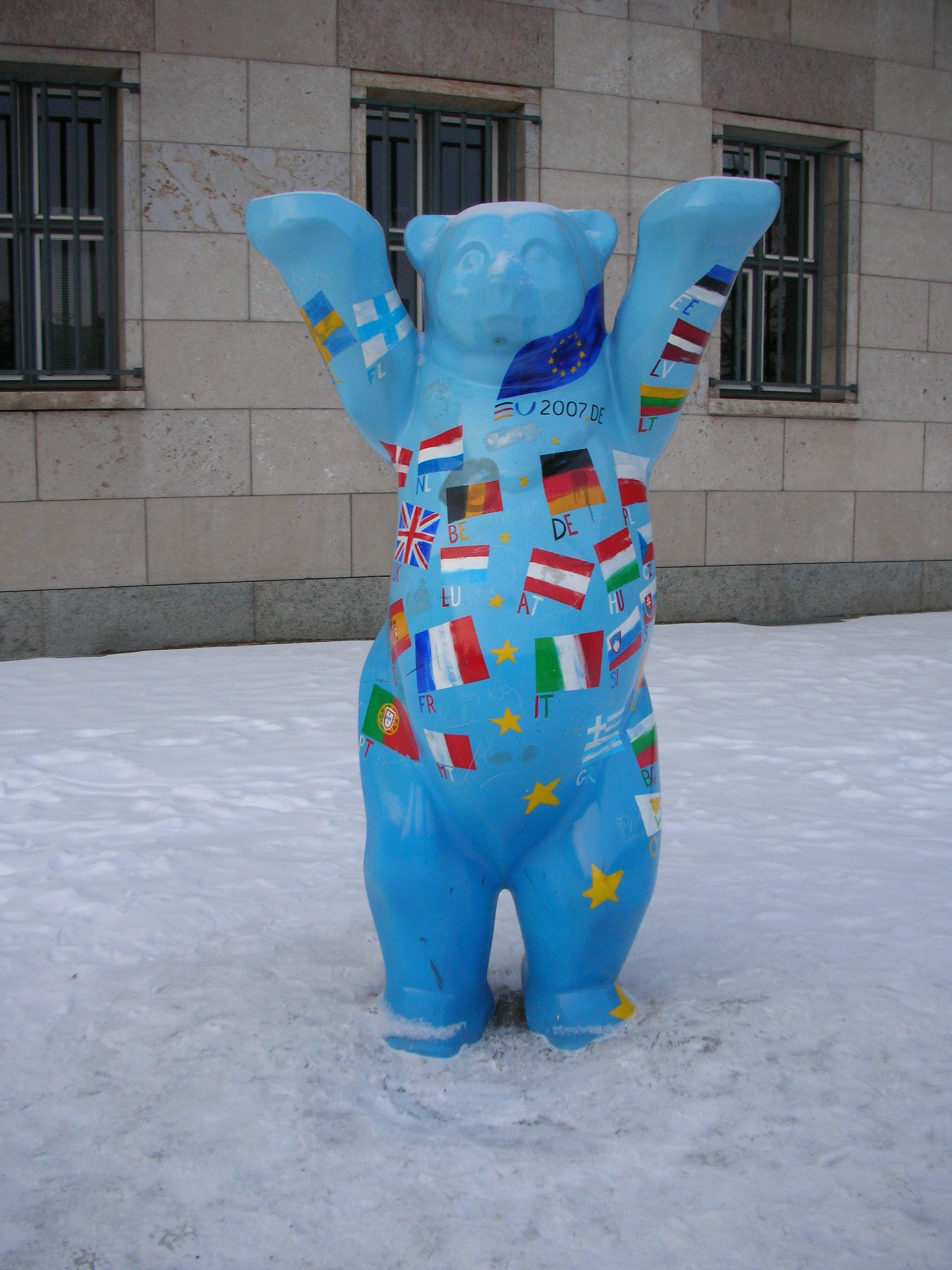
Europa-Buddy-Bär in der Niederkirchnerstraße vor dem Detlev-Rohwedder-Haus (Bundesfinanzministerium)

Nummern 1–3
Ab 1935 wurde auf der nördlichen Straßenseite ab der Wilhelmstraße das Reichsluftfahrtministerium errichtet (heute: Bundesfinanzministerium).
 Nummer 4
Das Grundstück war der Park des Preußischen Kriegsministeriums, der von dem Straßenbauprojekt durchschnitten worden war. Es blieb unbebaut und wurde mit den Grundstücken 1–3 Teil des Reichsluftfahrtministeriums, ist jedoch bis heute ohne größere Baulichkeiten Freifläche geblieben.
 Nummer 5

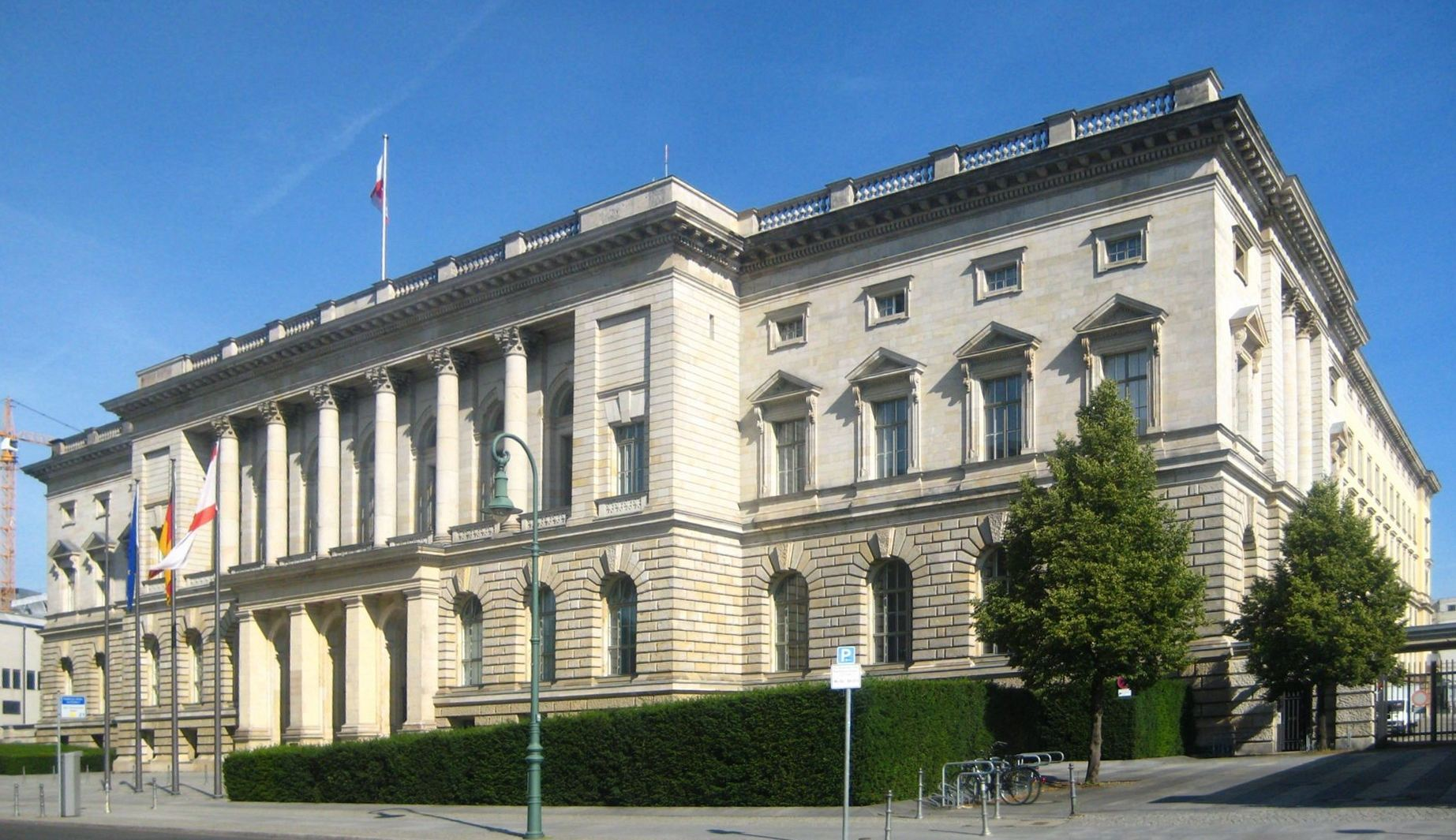
Der Preußische Landtag, ehemals Sitz des Preußischen und heute des Berliner Abgeordnetenhauses

Das Gebäude für das Preußische Abgeordnetenhaus – die Zweite Kammer des Preußischen Landtags – wurde hier 1892 bis 1898 durch Friedrich Schulze gebaut. Auf der repräsentativeren Seite des Geländes an der Leipziger Straße wurde anschließend das Gebäude für die Erste Kammer, das Preußische Herrenhaus, gebaut. Beide Bauteile wurden über einen Mitteltrakt mit Wirtschaftsgebäuden und Kantine verbunden.
Heute ist es als Abgeordnetenhaus von Berlin der Sitz des Berliner Landesparlamentes.
 Nummer 6
Auf dem nördlichen Eckgrundstück zur Königgrätzer Straße, später: Stresemann- und Saarlandstraße, befanden sich Lokale und Unterhaltungsbetriebe.
 Eckgrundstück

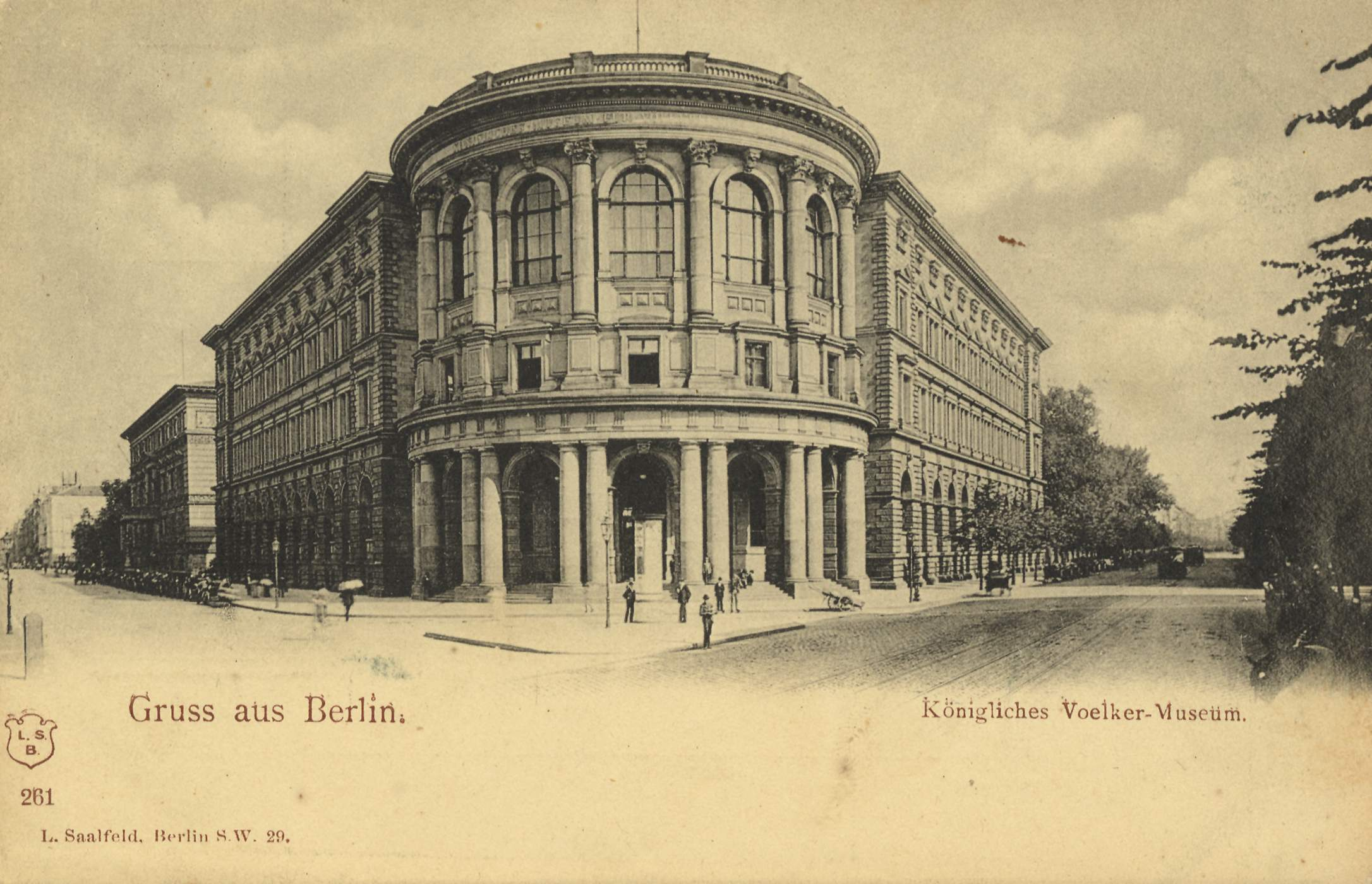
Ethnologisches Museum; links die Prinz-Albrecht-Straße mit dem Martin-Gropius-Bau; rechts die heutige Stresemannstraße

Auf der südlichen Straßenseite lag ab 1886 auch das Ethnologische Museum, das aber im Kataster als Königgrätzer Straße 110 geführt wurde. Ab 1930 Stresemann- bzw. (1935–1947) Saarlandstraße 110.
 Nummer 7
Im Jahr 1881 wurde das Kunstgewerbemuseum errichtet, der heutige Martin-Gropius-Bau. Das Museum beherbergte auch die Unterrichtsanstalt des Kunstgewerbemuseums Berlin. Als die ausgebrannte Ruine 1977 von der Stiftung Preußischer Kulturbesitz dem Land Berlin übereignet wurde, widmete man es im Grundbuch um von „Prinz-Albrecht-Straße 7“ in „Stresemannstraße 110“, dem benachbarten Grundstück des zerstörten Völkerkundemuseums. Heute ist es als „Niederkirchnerstraße 7“ eingetragen. Es ist das einzige auf dieser Straßenseite erhalten gebliebene Gebäude.
 Nummern 7a und 8

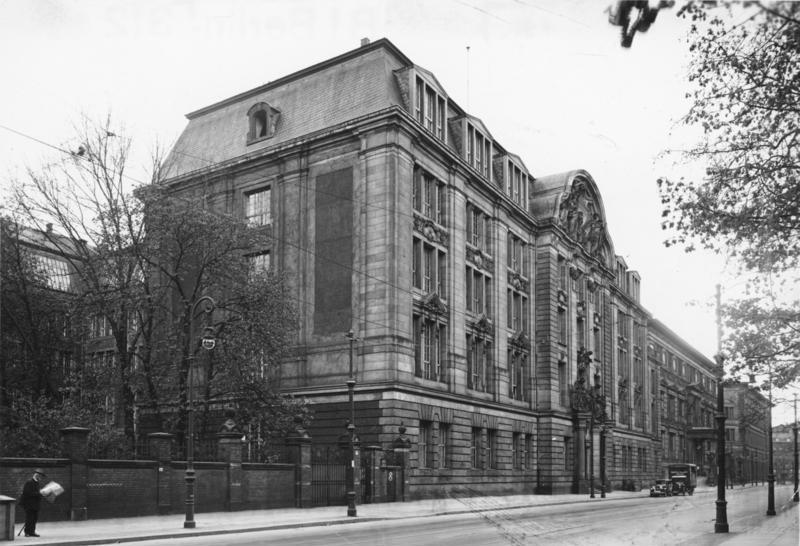
Gebäude Prinz-Albrecht-Straße 7a–8 im Jahr 1933

Zwischen 1901 und 1905 errichtete die Unterrichtsanstalt des Kunstgewerbemuseums nach Plänen des Geheimen Oberbaurates Oskar Hossfeld einen Erweiterungsbau, da die bisherigen Räumlichkeiten im benachbarten Gebäude des Kunstgewerbemuseums nicht mehr ausreichten. Der östliche Teil des Neubaus lag auf dem Grundstück Nr. 8 und war verbunden mit dem westlichen Teil auf dem vom Grundstück 7 abgetrennten Grundstück 7a. Dieser Teil beherbergte die Bibliothek des Kunstgewerbemuseums mit einem Saal eigens für die Lipperheidesche Kostümbibliothek. 1924 vereinigte sich die Unterrichtsanstalt mit der Hochschule für die Bildenden Künste zur neuen Vereinigte Staatsschule für freie und angewandte Kunst und zog in die Hardenbergstraße 33 nach Charlottenburg um, wo sich bis heute ein Standort der UdK befindet. Die leerstehenden Räume der Unterrichtsanstalt und die Ateliers im Mansardengeschoss wurden vermietet. Die Kunstbibliothek, die 1924 zu einer selbständigen Abteilung der staatlichen Museen geworden war, verblieb in ihren Räumen auf dem Grundstück 7a.
Das „Prinz-Albrecht-Gelände“ wurde erstmals im Mai 1933 durch die NS-Diktatur genutzt, als in das Gebäude der ehemaligen Kunstgewerbeschule in der Prinz-Albrecht-Straße 8 das neugeschaffene Geheime Staatspolizeiamt (Gestapa) einzog. Im Jahr 1934 musste auch die Kunstbibliothek ihren Standort an die Gestapo abgeben. Ihr Bestand wurde auf offener Straße per Handkette in den Gropiusbau transportiert, wo er im Lichthof und seinen Umgängen Aufstellung fand. Das Gebäude Nr. 7a–8 besteht nicht mehr. Nur einige Kellerfundamente sind freigelegt worden und gehören zur Ausstellung Topographie des Terrors.
 Nummer 9
Im Jahr 1888 war hier das „Hotel Römerbad“ errichtet worden, später „Hotel Prinz Albrecht“.
Als Heinrich Himmler im April 1934 zum „Inspekteur“ der Gestapo ernannt wurde, verlegte er als Reichsführer SS den Verwaltungsapparat der SS sowie den Sicherheitsdienst des Reichsführers SS (SD) von München nach Berlin. Er selbst zog mit seinem Führungsstab in das ehemalige Hotel neben die Gestapo-Zentrale.
Der SS-Sicherheitsdienst und ab 1939 das Reichssicherheitshauptamt (RSHA) bezogen das in unmittelbarer Nachbarschaft befindliche Prinz-Albrecht-Palais in der Wilhelmstraße 102, das von der Gartenseite des ehemaligen „Hotels Prinz Albrecht“ nur zwei Grundstücke entfernt lag. Nachdem die vorher von der NSDAP bzw. der SA genutzten Gebäude an der Wilhelmstraße (Nr. 101–106) ebenfalls einbezogen worden waren, ergab sich dort ein entscheidendes Machtzentrum der NS-Diktatur. Nach 1939 reichten die Gebäude des gesamten Komplexes Prinz-Albrecht-Straße/Wilhelmstraße nicht mehr aus, und viele Dienststellen wurden in ganz Berlin angesiedelt.
 Eckgrundstück
Das Eckgrundstück gehörte zur Wilhelmstraße (Nr. 98)
 Prinz-Albrecht-Gelände
Heute existiert keines der Gebäude Nr. 8, 9 und Wilhelmstraße 98–106 mehr. Soweit sie als Ruinen nach 1945 noch standen, wurden sie Mitte der 1950er Jahre abgerissen. Das Areal wurde teilweise abgeräumt.